# Ospedale di Divriği
L'ospedale di Divrigi è un patrimonio dell'umanità dell'UNESCO situato nella città turca di Divriği. Compone il patrimonio insieme alla moschea cittadina fin dal 1985.

## Storia
La città anatolica Divriği passò sotto il controllo turco nel 1071. Nel 1228–29 l'emiro Ahmet Shah vi costruì una moschea con annesso ospedale. Dal 1118 al 1277 (anno dell'occupazione mongola) la città venne governata da Mengücek e dai suoi discendenti. L'ospedale venne costruito nel 1228-29 per scelta di Malikaturan Malik, moglie di Ahmet Shah. L'ospedale doveva ospitare dei malati mentali, peer cui sarebbe più corretto definirlo una specie di antico manicomio. L'architetto che curò la costruzione del complesso (moschea ed ospedale) fu Khurramshad of Ahlat. 
a Divriği verso la fine del XII secolo per decisione del sultano Turan Melek, figlio del re Mengücek di Erzincan, Fahreddin Behram Chah.

## Pericoli della struttura
Al momento dell'inserimento tra i patrimoni dell'umanità l'ICOMOS pose l'attenzione sul fatto che l'acqua filtrava dal soffitto dell'edificio. Contemporaneamente è stato sottolineato il fatto che i recenti lavori di ristrutturazione del tetto hanno conservato l'aspetto originale.